# Дор, Штефан
Ште́фан Дор (нем. Stefan Dohr; род. 3 сентября 1965, Мюнстер) — немецкий валторнист и музыкальный педагог.

## Биография
Штефан Дор учился в консерваториях Эссена у Вольфганга Вильгельми и Кёльна у Эриха Пенцеля. Уже в возрасте 19 лет он стал солистом оркестра оперного театра во Франкфурте. После этого Дор занимал место солиста в оркестре Байрейтского фестиваля, Филармоническом оркестре Ниццы и Берлинском симфоническом оркестре. С 1993 года Штефан Дор — солист Берлинского филармонического оркестра.
Помимо работы в оркестре Штефан Дор ведёт активную концертную деятельность в качестве солиста и камерного музыканта, участвует во многих записях. Наряду с традиционным классическим репертуаром он уделяет большое внимание современной музыке — сочинениям таких композиторов, как Лигети, Кнуссен и Кирхнер. В 2007 году Штефан Дор с коллегами-валторнистами из Берлинского филармонического оркестра записал компакт-диск «Opera» с переложениями фрагментов из опер немецких и итальянских композиторов.